# Passiflora edulis

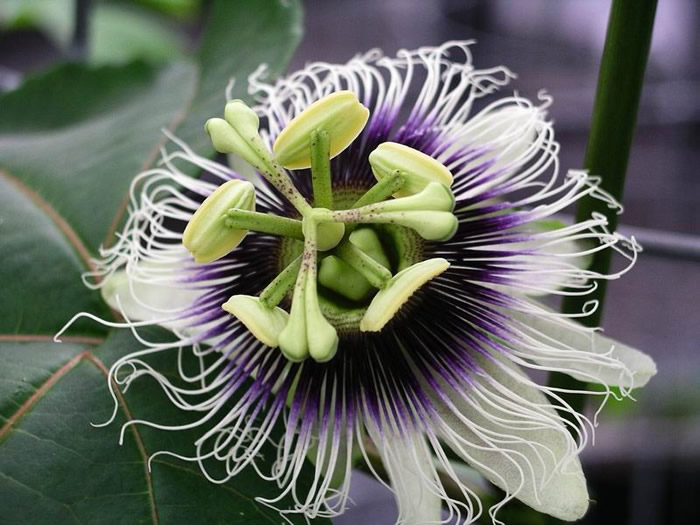
Flor de la pasionaria amarilla

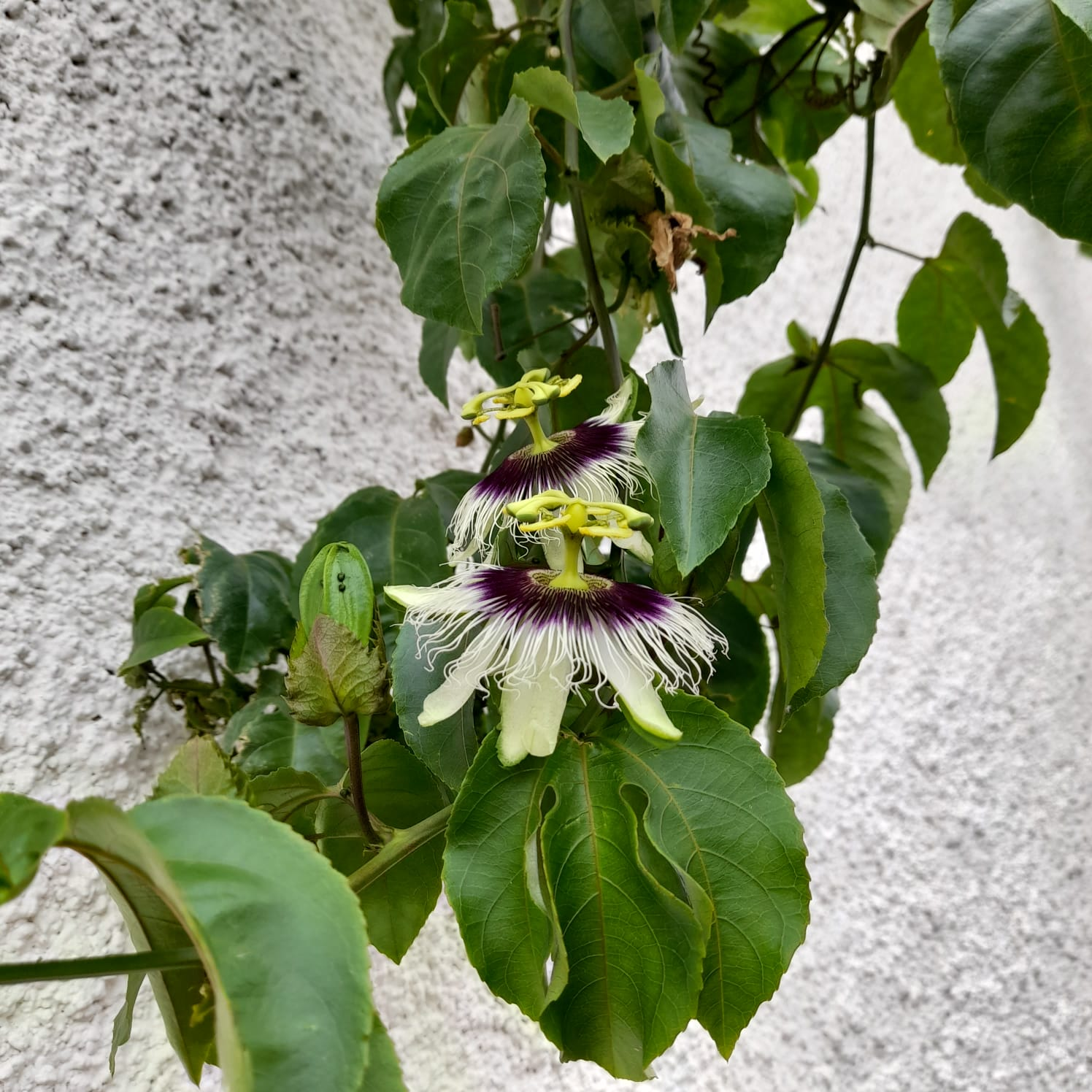
Passiflora o flor pasionaria, una de las plantas trepadoras más exóticas y bellas en el mundo plantae.

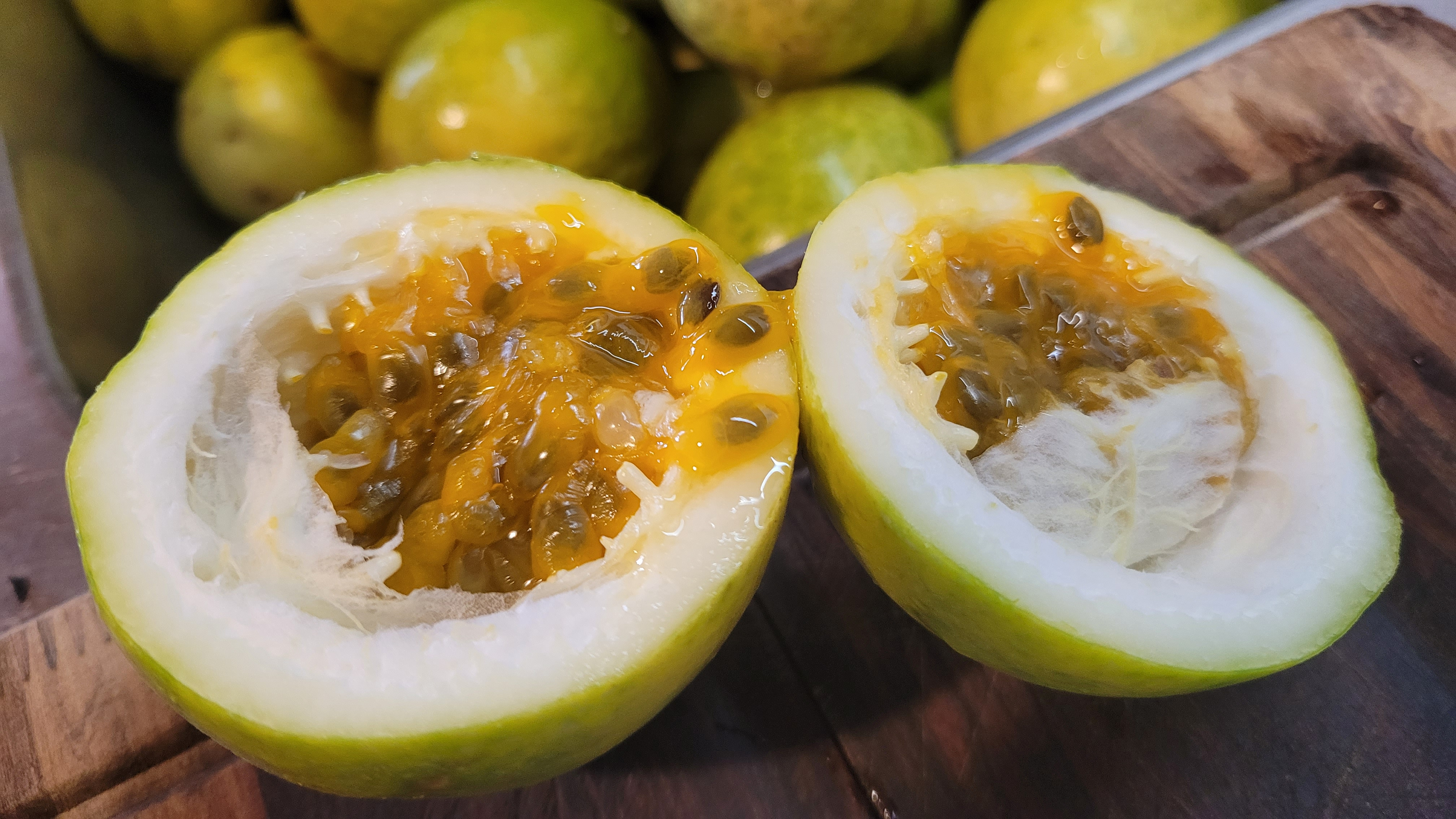
Maracuyá amarilla (interior)

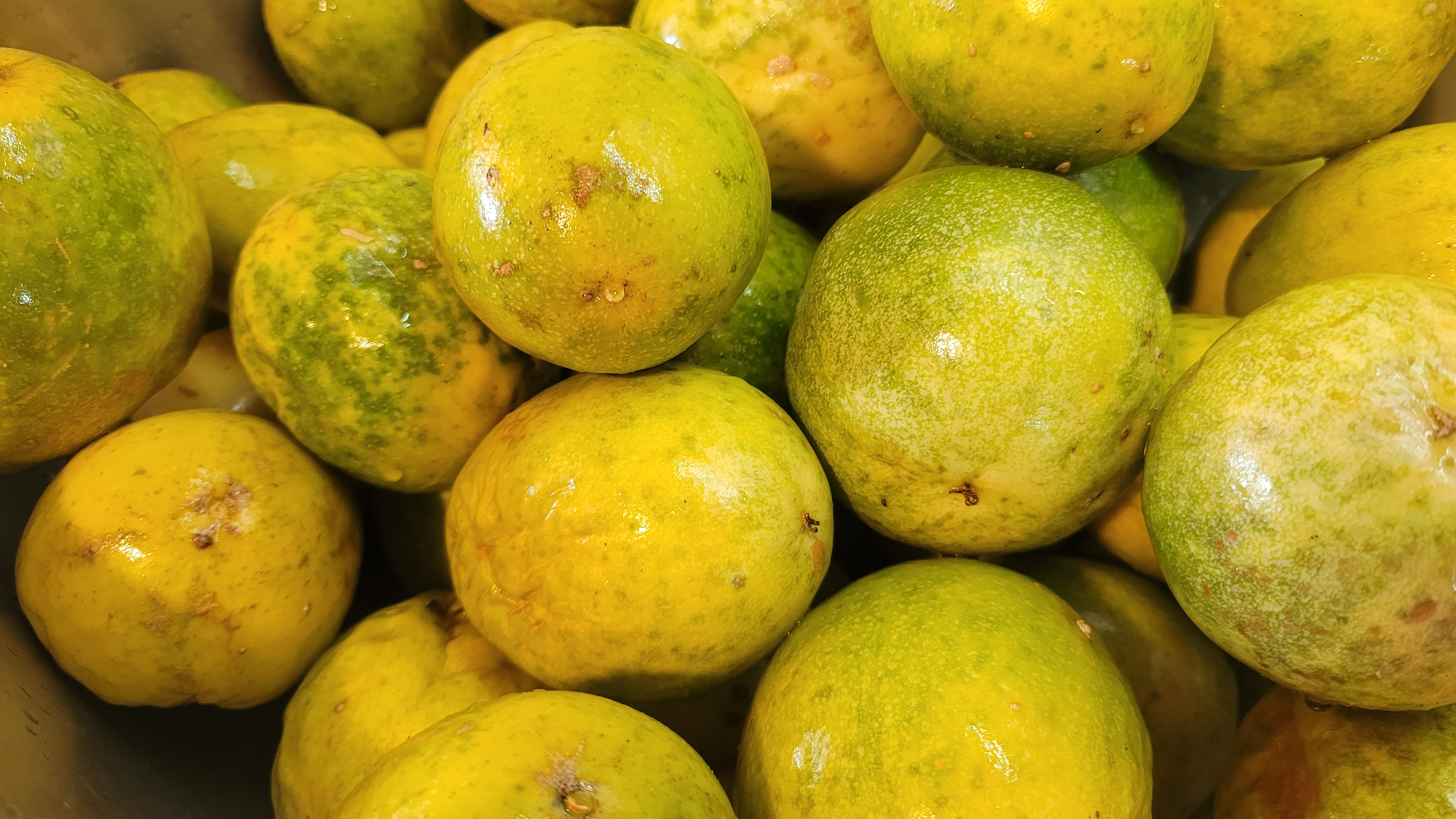
Maracuyáes en el mercado

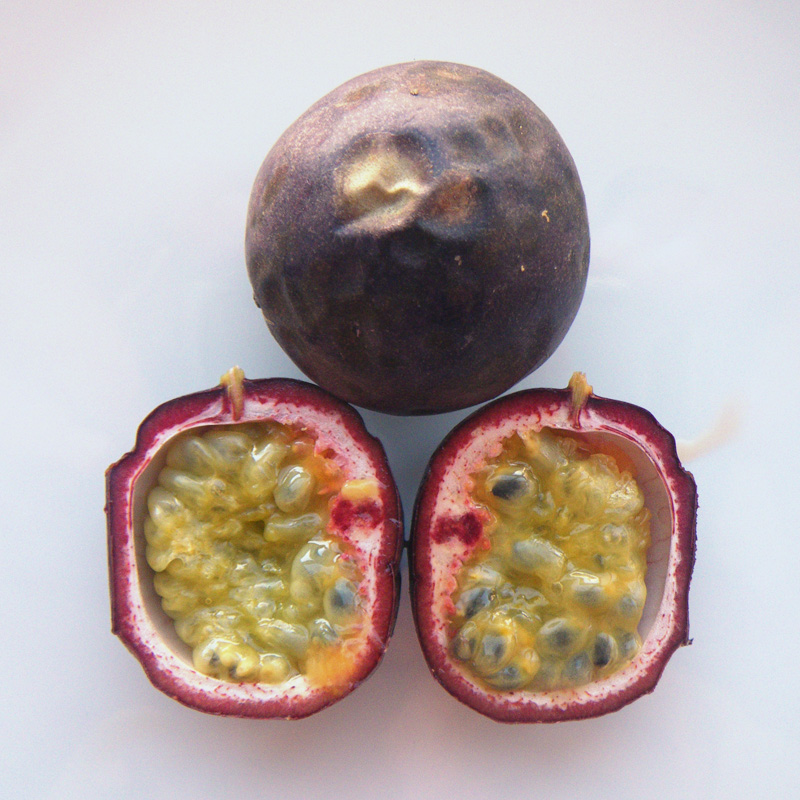
Maracuyá morada

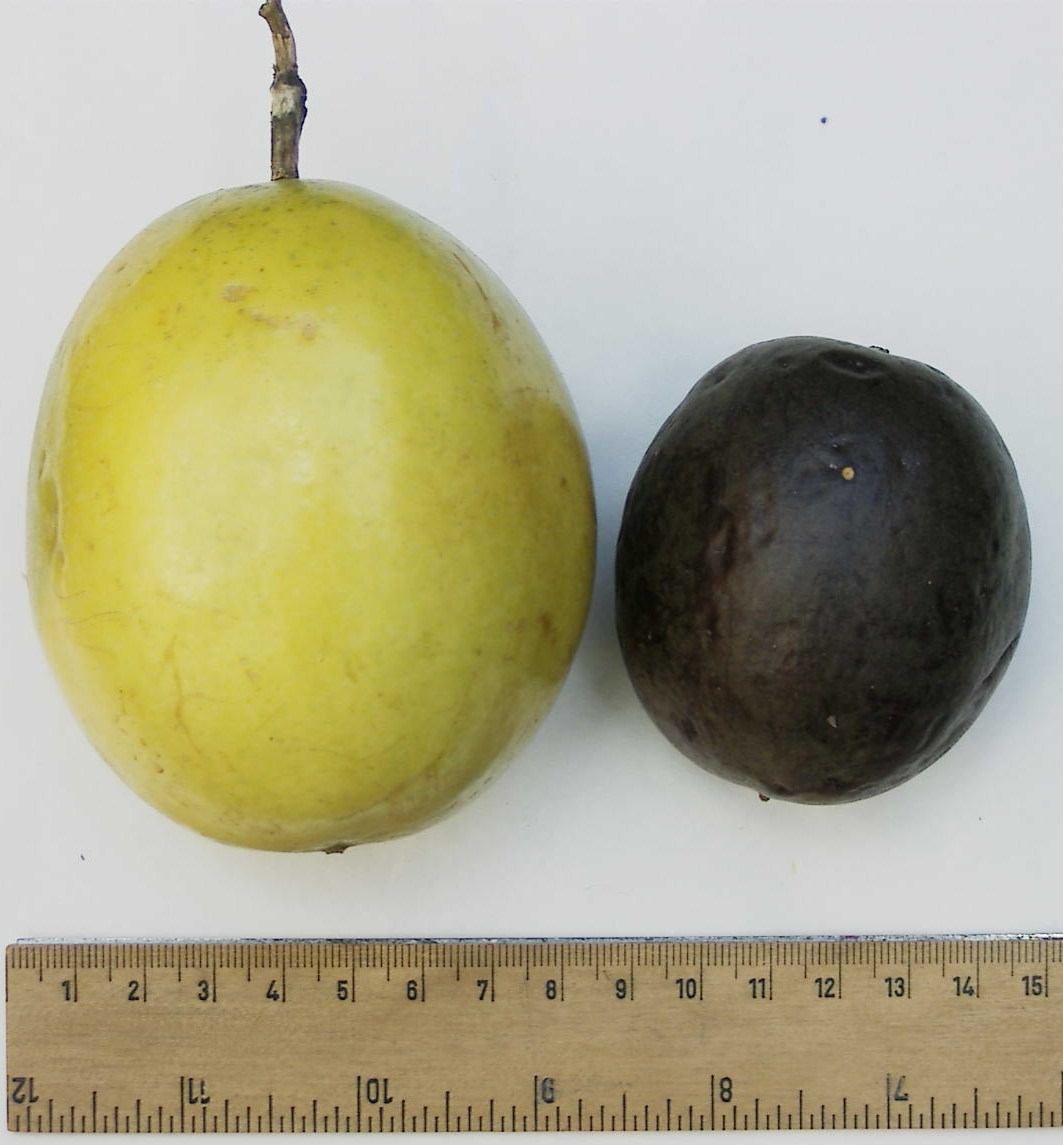
Formas amarilla y morada en comparación

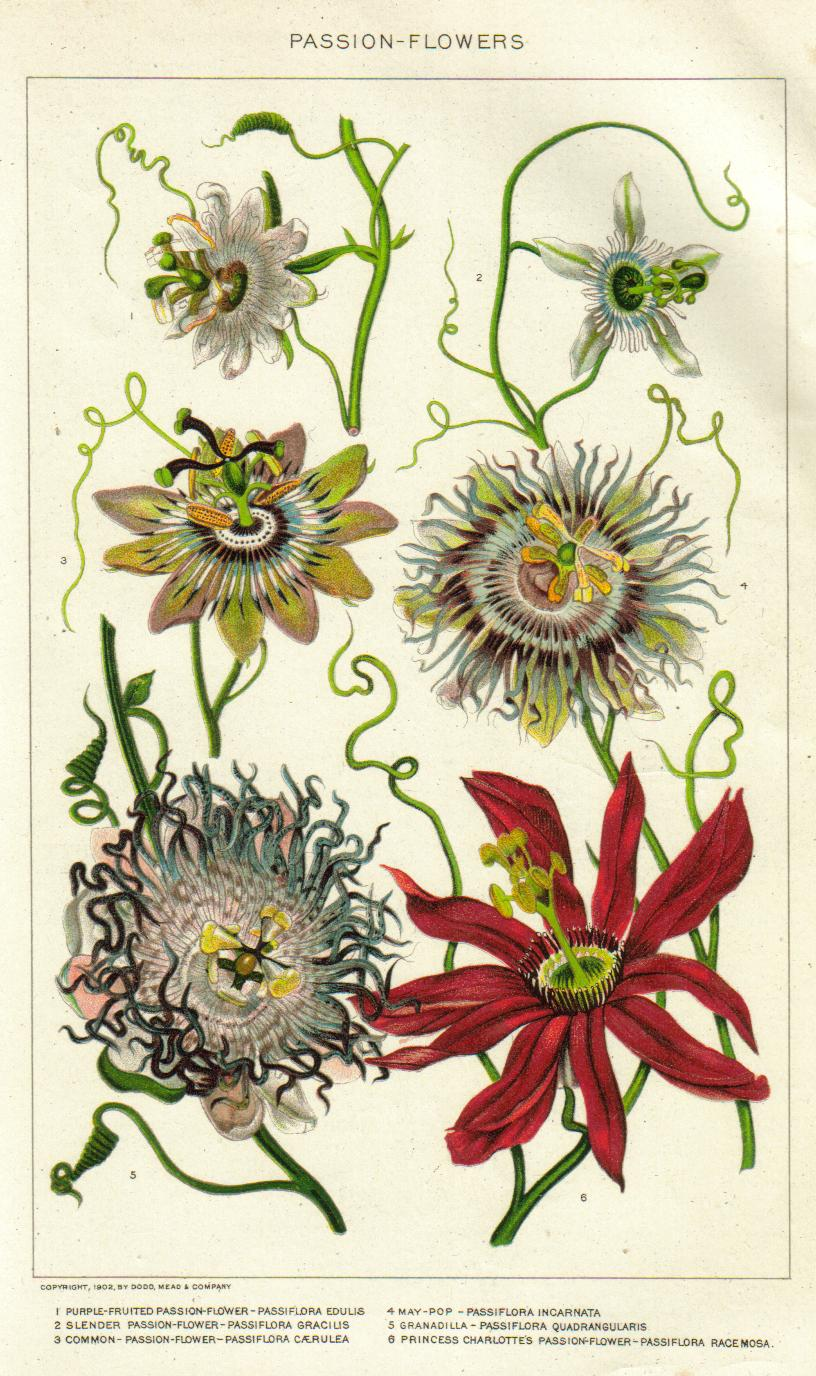
Ilustración: 1. Passiflora edulis; 2 a 6 otras especies

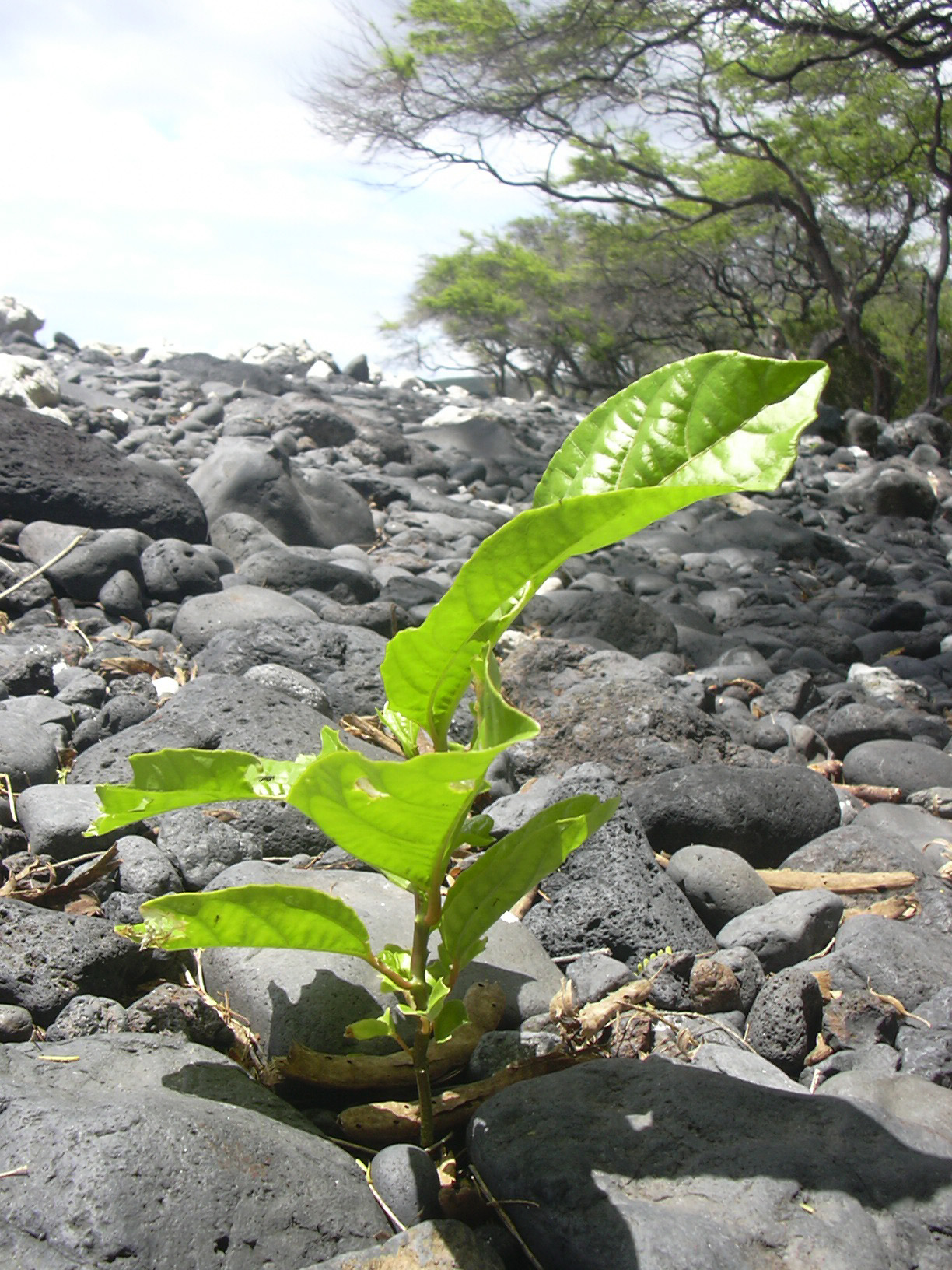
Vista de la planta

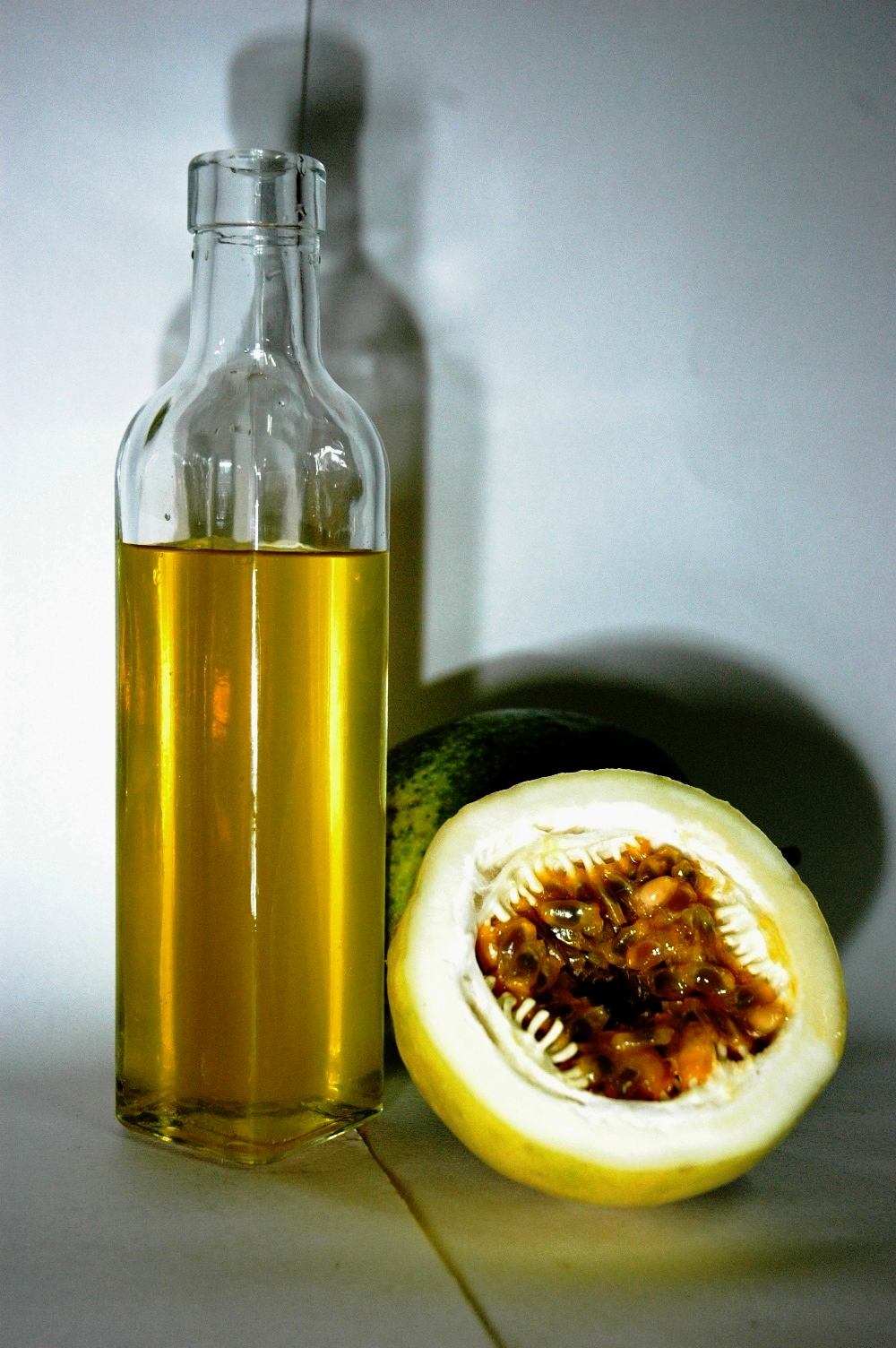
Aceite de fruta de la pasión

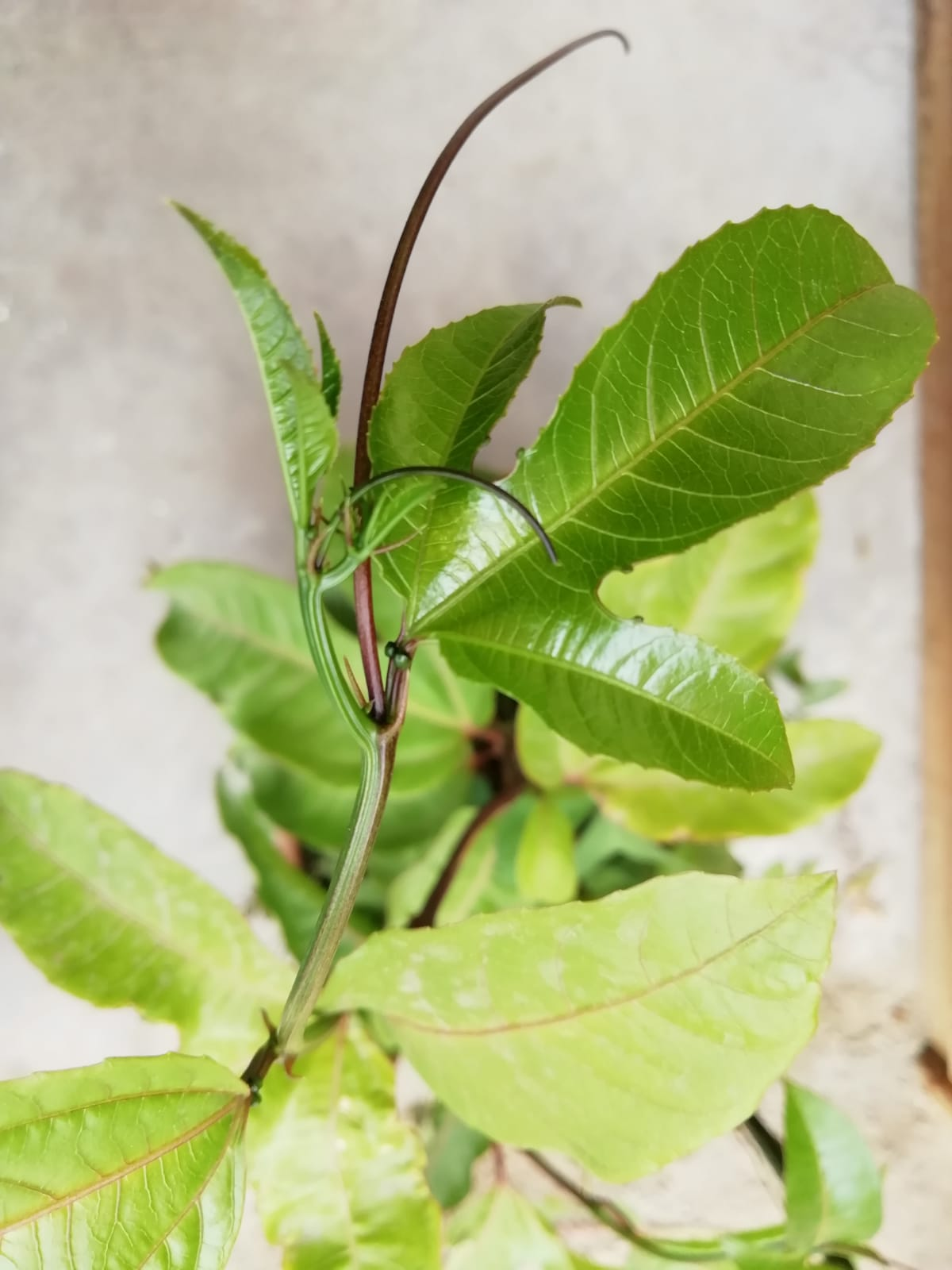
Hojas de la planta de maracuyá, originaria de América del Sur.

La pasionaria (Passiflora edulis flavicarpa) es una planta trepadora, propia de Sudamérica y Centroamérica; específicamente, se considera nativa de Brasil. Pertenece al género Passiflora y su fruto es comestible, siendo este de color amarillo, anaranjado o morado, es el maracuyá, fruta de la pasión, parchita, calala o chinola. Es una planta trepadora pero no parásita.  
El fruto es conocido con distintos nombres en el continente americano y los países hispanohablantes, según el país. Por ejemplo: en Uruguay, Paraguay, Bolivia, y norte de Argentina es llamada mburucuyá (en guaraní: mburukuja), en Puerto Rico se le llama parcha, en Venezuela parchita, en República Dominicana chinola y en Centroamérica se conoce como maracuyá.

## Etimología
El epíteto específico edulis viene del latín y significa ‘comestible’.
El nombre fruta de la pasión, fue adoptado por los españoles tras el contacto con nativos del Perú, los cuales obsequiaron a los mismos con estas frutas que ellos denominaban  Poro-p’osqo y que su traducción al español sería ‘bolsa-ácida’. Los españoles al principio se referían a ella como «asna vieja». Al conocer el arbusto de esta fruta y en especial su flor, los ibéricos se sorprendieron y la llamaron «la flor piadosa» ya que les recordaba los elementos de la «Pasión de Jesucristo». El color de la flor es rojo muy intenso, de ello se desprende la frase «rojo pasión».
El nombre maracuyá —introducido a las lenguas europeas a través del portugués— es una corrupción del tupí mara kuya, "la fruta de la ku'ya".

## Descripción
Passiflora edulis es una planta trepadora que puede alcanzar nueve metros de longitud en condiciones climáticas favorables; su periodo de vida no supera por lo general la década.[cita requerida] Su tallo es rígido y leñoso; presenta hojas alternas de gran tamaño, perennes, lisas y de color verde oscuro. Una misma planta puede presentar hojas no lobuladas cuando se empieza a desarrollar, y luego hojas trilobuladas, por el fenómeno de heterofilia foliar. Las raíces, como es habitual en las trepadoras, son superficiales.
La flor se presenta individualmente; puede alcanzar los cinco centímetros de diámetro en las variedades silvestres, y hasta el doble en las seleccionadas por su valor ornamental. Es normalmente blanca, con tintes rosáceos o rojizos, en P. edulis; otras especies presentan colores que van desde el rojo intenso hasta el azul pálido.
La apariencia de la flor, similar a una corona de espinas, indujo a los colonizadores españoles a denominarla el fruto de la pasión; su estructura pentarradial recibió una interpretación teológica, con los cinco pétalos y cinco sépalos simbolizando a los diez apóstoles (doce, menos Judas Iscariote y Pedro), mientras que los cinco estambres representarían los cinco estigmas. Finalmente, los tres pistilos corresponderían a los clavos de la cruz.
La fruta de la pasionaria es una baya oval o redonda, de entre 4 y 10 cm de diámetro, fibrosa y jugosa, recubierta de una cáscara gruesa, cerosa, delicada e incomestible. La pulpa contiene numerosas semillas pequeñas. El color presenta grandes diferencias entre variedades; la más frecuente en los países de origen es amarilla, obtenida de la variedad P. edulis f. flavicarpa pero, por su superior atractivo visual, suele exportarse a los mercados europeos y norteamericanos el fruto de la P. edulis f. edulis, de color rojo, naranja intenso o púrpura. Esta variedad es conocida como gulupa en Colombia. Es de uso afrodisiaco.

## Distribución y nombres
Es nativa de las regiones cálidas de Centroamérica y Sudamérica. Se cultiva comercialmente en la mayoría de las áreas tropicales y subtropicales del globo; entre otros países, en Puerto Rico (parcha), Venezuela (parchita), República Dominicana (chinola), Bolivia, Paraguay y noreste de Argentina (mburucuyá), Brasil, la mayor parte de Argentina y Uruguay, norte de Chile, Ecuador, Colombia, Perú, Cuba, Costa Rica y México (maracuyá), Nicaragua (calala), Honduras, Panamá, El Salvador, partes del Caribe. En España se cultivan en las islas Canarias, siendo actualmente una fruta con un gran afloramiento en las fincas Canarias.

## Historia
Passiflora edulis se considera originaria de la región amazónica, aunque crece de forma silvestre en un área que abarca principalmente desde el norte de Sudamérica cómo Colombia, todo el Perú y hasta el norte de Argentina y Paraguay. En Paraguay y el noreste de Argentina, donde recibe el nombre en guaraní de mburucuya, están adaptadas a regímenes más o menos tropicales.
A lo largo del siglo XIX las variedades de utilidad gastronómica se introdujeron con éxito en Hawái, Australia y otras islas del Pacífico sur. Las condiciones climáticas favorables hicieron que la planta se adaptara rápidamente; si bien en Hawái la explotación comercial no tuvo verdadero impulso hasta mediados del siglo XX, la planta era frecuente en estado silvestre desde hacía décadas.
El éxito comercial de la producción de maracuyá, así como el valor ornamental de las flores, incitó a Kenia y a Uganda a intentar su cultivo en los años 1950; aproximadamente al mismo tiempo se introdujo la plantación comercial a Sudáfrica. No es seguro si fueron estas variedades o las cultivadas en Australia las que se introdujeron en la India a través de Sri Lanka, donde hoy se cultiva de manera predominantemente doméstica.
El cultivo de la pasionaria se ha extendido a numerosas islas del Caribe, Israel, el archipiélago malayo y la Polinesia.

## Ecología
La planta es el alimento de las larvas / orugas de la mariposa espejitos o "Pasionaria" (Agraulis vanillae) 

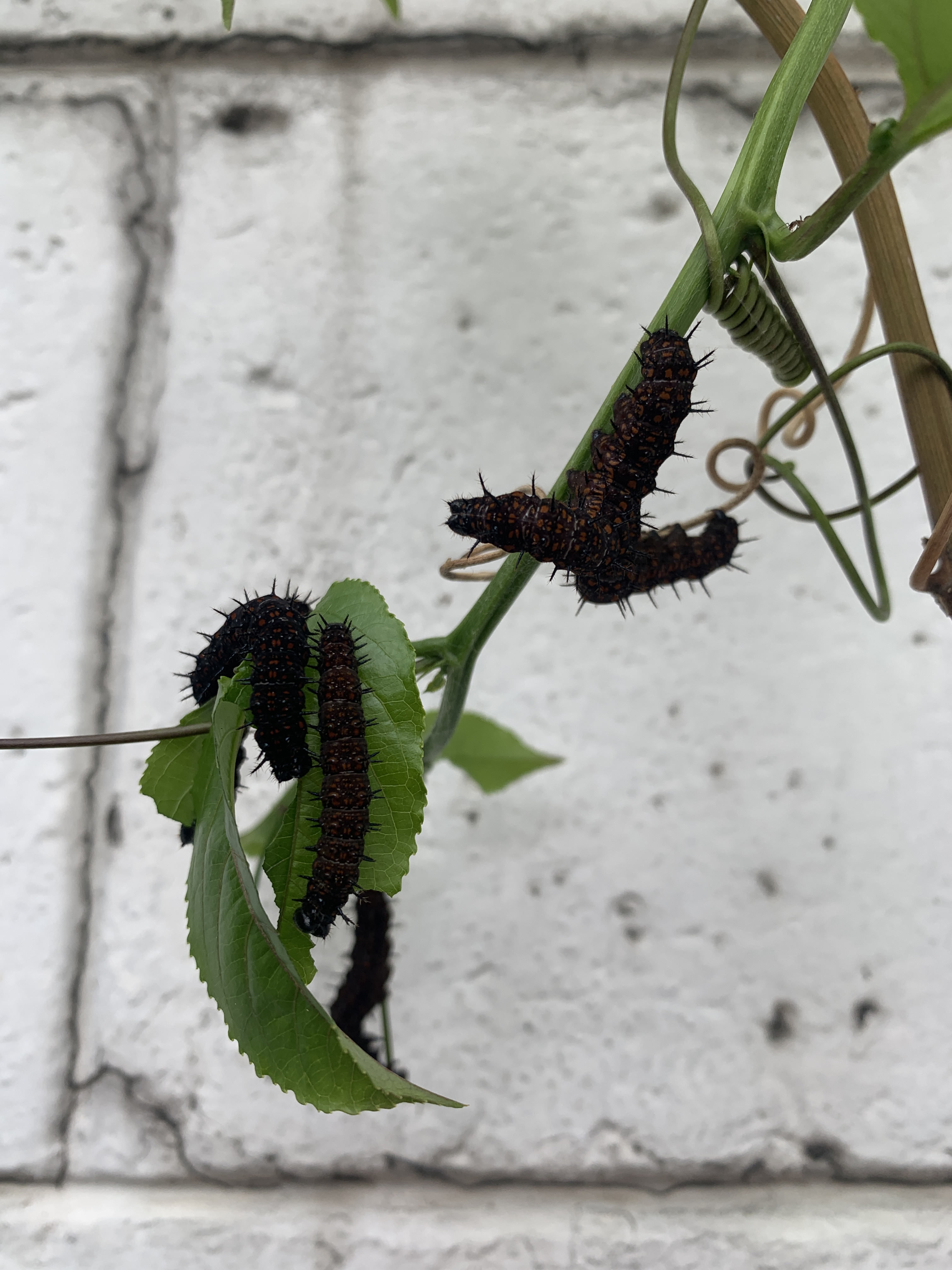
Orugas de mariposa

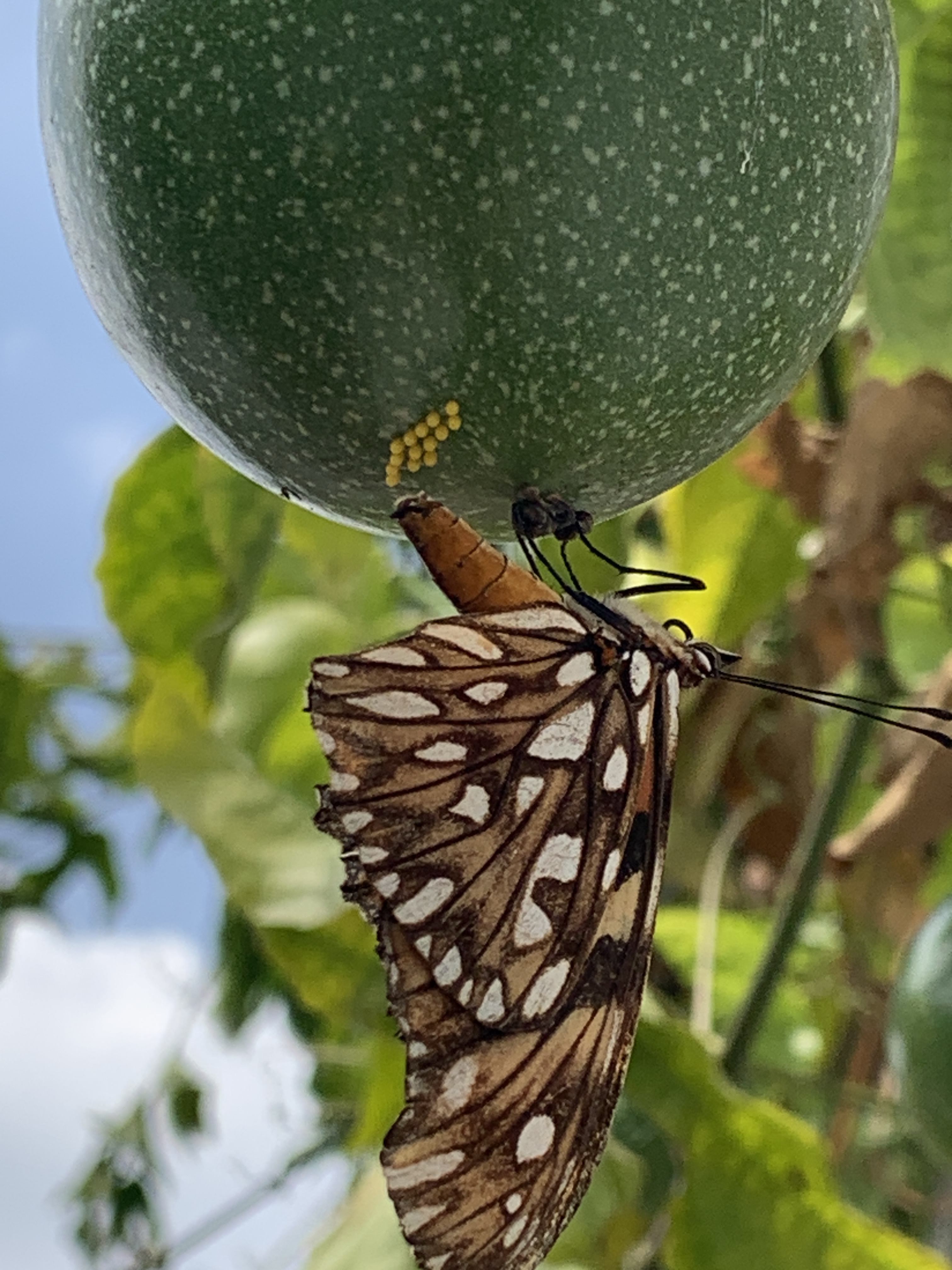
Mariposa espejitos (Agraulis vanillae)

## Taxonomía
Passiflora edulis fue descrita por John Sims y publicado en Journal of Botany, British and Foreign 66: 141. 1928.
Variedades aceptadas
- Passiflora edulis f. flavicarpa O. Deg.
- Passiflora edulis var. kerii (Spreng.) Mast.

Sinonimia
- Passiflora diaden Vell.
- Passiflora edulis f. edulis
- Passiflora edulis var. pomifera (M. Roem.) Mast.
- Passiflora edulis var. rubricaulis (Jacq.) Mast.
- Passiflora gratissima A. St.-Hil.
- Passiflora incarnata L.
- Passiflora iodocarpa Barb. Rodr.
- Passiflora middletoniana J. Paxton
- Passiflora pallidiflora Bertol.
- Passiflora picroderma Barb. Rodr.
- Passiflora pomifera M. Roem.
- Passiflora rigidula J. Jacq.
- Passiflora rubricaulis Jacq.
- Passiflora vernicosa Barb. Rodr.[9]

### Variedades cultivares
Los cultivares comerciales pertenecen casi sin excepción a las variedades amarilla (P. edulis f. flavicarpa) y púrpura (P. edulis f. edulis).
La primera crece y se desarrolla muy bien en zonas tropicales; requiere invariablemente más de 1000 mm anuales de lluvia y protección del viento y las heladas, pero es por lo demás más rústica y vigorosa que la maracuyá púrpura, y produce cosechas más regulares; por su superior resistencia a los nematodos y otros parásitos, se utiliza a veces como pie para injertos de la variedad púrpura.
La segunda está mejor adaptada a zonas templadas, por lo que puede cultivarse a mayor altura; sus requisitos de pluviosidad son similares a los de la variedad amarilla.
La adopción de una u otra está dada con frecuencia por las preferencias gastronómicas. El cultivo de maracuyá amarilla está más extendido en Sudamérica, Hawái y Australia, mientras que en el África y la India las variedades púrpuras predominan. 
Las variedades cultivares más frecuentes son las siguientes:
- 'Mburucuyá' (amarilla): Paraguay
- 'Ouropretano' (púrpura): Brasil
- 'Muico' (púrpura): Brasil
- 'Peroba' (púrpura): Brasil (conocida como 'Brasileira Rosada' en Venezuela)
- 'Pintado' (púrpura): Brasil
- 'Mirim' (amarilla): Brasil
- 'Redondo' (amarilla): Brasil (conocida como 'Brasileira Amarilla' en Venezuela)
- 'Guazú' (amarilla): Brasil
- 'Hawaiiana' (amarilla): Colombia, Venezuela
- 'Gulupa' (púrpura): Colombia
- 'Australian Purple' (púrpura): Australia, Hawái (también conocida como 'Nelly Kelly')
- 'Common Purple' (púrpura): Hawái
- 'Kapoho' (amarilla): Hawái
- 'Sevcik' (amarilla): Hawái
- 'University Round' (amarilla): Hawái
- 'Pratt' (amarilla): Hawái
- 'Waimanalo' (amarilla): Alemania
- 'Yee' (amarilla): Hawái
- 'Noel's Special' (amarilla): Hawái
- 'Maracuyá' (amarilla): Colombia, México
- 'Granadilla' (amarilla): Guatemala
- 'Parcha' (amarilla): Puerto Rico
- 'Parchita' (amarilla): Venezuela
- 'Iniap 2009'  (amarilla) Ecuador
- 'Quicornac' (amarilla) Ecuador

## Usos
Esta especie es sumamente apreciada por su fruto y en menor medida por sus flores, siendo cultivada en ocasiones como ornamental. La infusión de sus hojas y flores se utiliza, además, con efectos medicinales. La maracuyá es una fruta tropical o también llamada fruta de la pasión, de un sabor un poco ácido y con aroma. Las variedades en tamaño, color y sabor, actualmente 40 países utilizan la maracuyá en el campo comercial para satisfacer las necesidades del mercado.

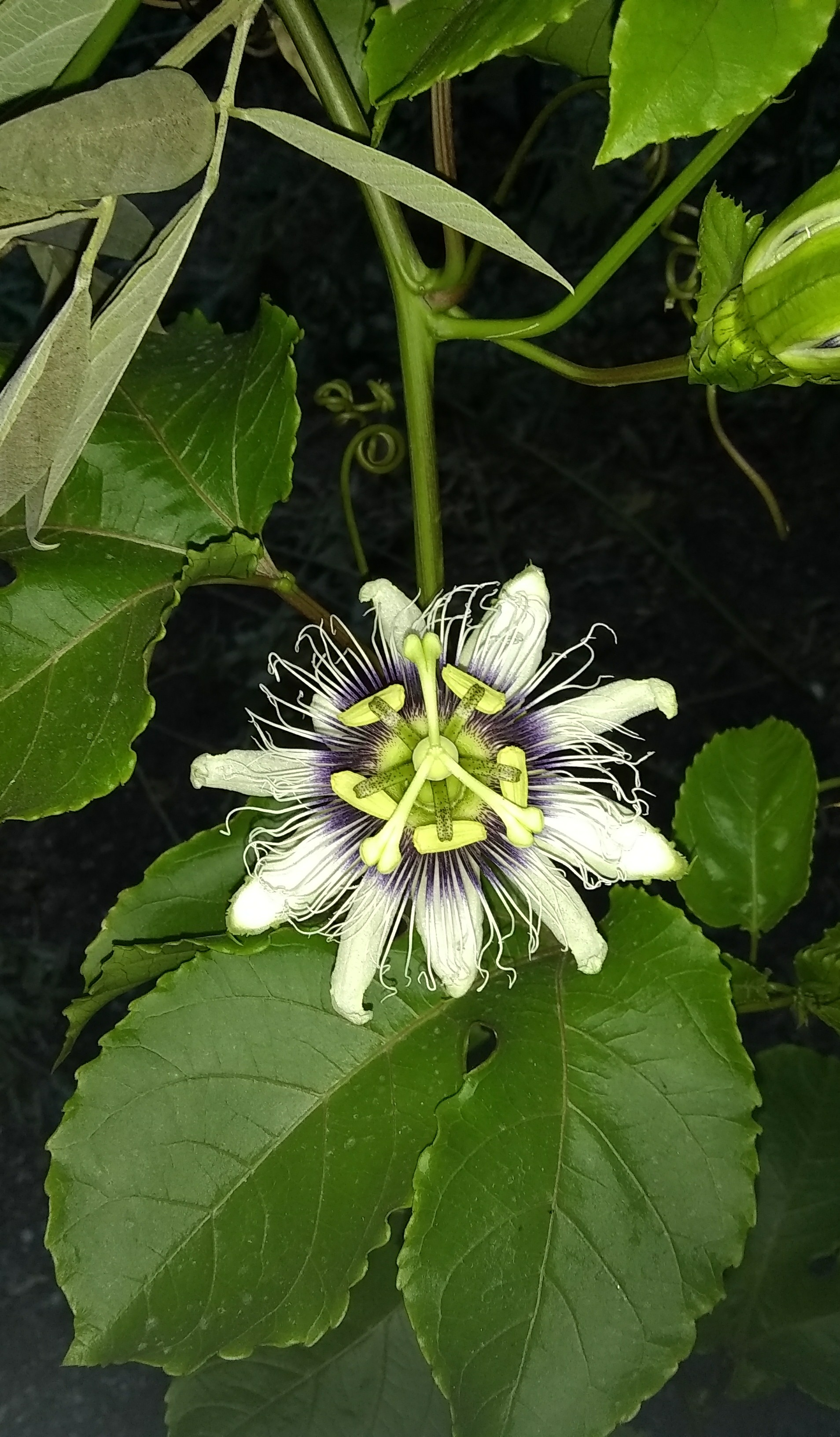
Flor de parchita o maracuyá (Passiflora edulis). Ciudad de Acarigua. Edo. Portuguesa. Venezuela. Tomada el 19 de abril de 2020. (Hora 6:30 PM).

### Características de la pasionaria
- Originaria de la región amazónica de Bolivia, Colombia, Ecuador, Perú, Venezuela y Brasil.
- Es una planta trepadora vigorosa y leñosa.
- Crece hasta 20 metros de largo en su tallo, verde acanalados en las partes superiores.
- El fruto es una baya carnosa o balausta de color rojo y amarillo cuando está maduro.

### Cultivo de la pasionaria
- Libres de daños, ataques de insectos, magulladuras o podredumbre del alimento.
- De aspecto fresco y consistencia firme, limpias sin humedad anormal.
- Mantener el área de uso limpio y sin residuos.
- Los desechos de la producción no deben estar en el punto de trabajo del fruto para evitar contaminaciones.

### Proceso para el despulpado
- Durante el proceso de sanidad y desinfección del maracuyá iniciamos en lavar el alimento para así poder controlar y eliminar las bacterias y microorganismos.
- Se introduce el maracuyá cortado en mitades en la máquina llamada «despulpadora», para así poder ayudarnos a obtener la pulpa totalmente limpia y sin residuos y por otro lado salir todos los residuos del maracuyá.

### Conservación de la pulpa
Una vez extraída la pulpa del fruto, la misma se empaca en un recipiente en bolsas o frascos de vidrio para luego sellar el producto y enviarlo a una nevera para congelarlo para su preservación.

## Aceite de passiflora
El aceite de fruta de la pasión tiene una amplia aplicación en cosméticos: cremas, champús, lociones, aceites, jabones, etc. El aceite también se puede utilizar tanto en alimentos y piensos, como en la industria de pinturas, jabones, alimentos y otros.
Si bien la base de aceite de pasiflora producto cosmético, esto ayuda en la regeneración post peeling y ayuda a suavizar e hidratar la piel seca. También ayuda en la regeneración de la piel con estrías y normaliza la alterado contenido de lípidos.
Productos pasión base de aceite de fruta proporciona sensación relajante y antiestrés.
| Índice                       | Valores de referencia | Unidades |
| ---------------------------- | --------------------- | -------- |
| Índice de refracción (40 °C) | -                     | 1.47     |
| Índice de Yodo               | gl2                   | 141      |
| Índice de saponificación     | mg KOH \ g            | 190      |
| Densidad (15 °C)             | l\g                   | 0.92     |
| Fusión                       | °C                    | 5        |

| Ácidos grasos    | Unidad    | Composición |
| ---------------- | --------- | ----------- |
| Ácido palmítico  | % peso    | 12.8        |
| Ácido esteárico  | % en peso | 1.05 a 2.05 |
| Ácido oleico     | % peso    | 13.0-18.0   |
| Ácido linoleico  | % en peso | 70-77       |
| Ácido linolénico | % peso    | <2          |
| Saturados        | %         | 16          |
| Insaturados      | %         | 84          |

## Gastronomía
El punto de madurez de la fruta está dado por su desprendimiento; la recolección debe hacerse en el suelo, manualmente. Sea para su consumo fresco o procesado, la cáscara no debe presentar daños externos de ningún tipo. Debe tenerse especial cuidado en no consumir la fruta antes de su madurez, puesto que presenta cianogénicos.
Ambas variedades se consumen crudas, en batidos y zumos, y en mermeladas.
Para consumirla en crudo no es necesario retirar las semillas. Puede comerse directamente de la fruta, una vez abierta, o utilizarse en macedonias; la cocina contemporánea la aprecia mucho en ensaladas con hojas verdes, donde su sabor ligeramente ácido ofrece una combinación sorprendente. También la flor puede utilizarse en ensaladas; es perfectamente comestible y sabrosa, aunque según la variedad pueda tener un ligero efecto sedante.
El zumo de la fruta —obtenido al prensar la pulpa o procesarla— es con frecuencia demasiado espeso para beberlo directamente; lo habitual es combinarlo con zumos de otras frutas, yogur, leche o simplemente agua. 
La pulpa puede utilizarse para la confección de mermeladas; es recomendable para este caso no desechar las semillas, pues su contenido de pectina ayuda a la gelificación del producto. La cáscara es también rica en pectina, pero no resulta necesaria si se emplean las semillas.
Tanto el zumo como la pulpa pueden congelarse sin problemas; si bien el proceso afecta la textura de la fruta, el sabor se conserva sin cambios apreciables hasta un año.
La pulpa y zumo de la maracuyá son ricos en calcio, hierro y fósforo, además de vitaminas A y C.
Los frutos de las especies relacionadas P. mollissima, P. antioquensis y P. incarnata son menos dulces, aunque similares en sabor; suelen tomarse en mermeladas u otras cocciones. La P. quadrangularis y la P. laurifolia, por el contrario, son excesivamente dulces, por lo que se emplean en zumos disueltos con otro líquido.
En Colombia es muy común el uso de esta fruta en diversas preparaciones que van desde dulces y mermeladas hasta jugos, postres y néctares, siendo muy apreciada comercialmente por la gran popularidad que tiene dentro de la población debido a su sabor agridulce.
En México la fruta no fue bien conocida hasta principios de los años 1990, cuando se consolidó el mercado de la misma junto con algunos productores que tomaron la iniciativa de cultivarla. La variante amarilla de la maracuyá es la que se vende en el país.
En Venezuela se puede preparar con las cáscaras previamente hervidas mezclándolas con el zumo del fruto una bebida espesa llamada en este país carato de parchita. También se puede mezclar el zumo con ron blanco, obteniendo así un cóctel llamado guarapita.